# Юпак
«Юпа́к» — російськомовний роман Сергія Сергійовича Saigona, що вийшов у київському видавництві «Білка» у березні 2020 року. Україномовний переклад роману в перекладі Вікторії Назаренко видало те ж видавництво Білка у квітні 2020 році. Автор роману Сергій Сергійович Saigon (справжнє ім'я: Сергій Лещенко) - український ветеран російсько-української війни.
11 грудня 2020 року україномовний переклад роману зроблений Вікторією Назаренко став переможцем премії Книга року BBC 2020.

## Сюжет
Юпак - це роман про українське село. Зі своїми традиціями, діалектом, порядками, звичаями та вадами. Про таке, яким воно було на стику з епохою інтернету. Про сонливе село на сході України, загублене в запилюженому степу. В степу з гучними цвіркунами, запашним полином і гарячим вітром.
Слово «Юпак» відсилає до жаргонної назви радянського мотоцикла «Іж Юпітер-5»..

## Видання
- Сергей Сергеевич Saigon. Юпак. Кыйив: Билка. 2020. ISBN 978-617-7792-01-6[2]
  - (переклад українською[1]) Сергій Сергійович Saigon. Юпак. Переклад з російської: Вікторія Назаренко. Київ: Білка. ISBN 978-617-7792-00-9[3]

Переклад роману українською не є повним, оскільки українською було перекладено лише текст, який в оригіналі був написаний літературною російською мовою, а суржикомовний-в-оригіналі текст був залишений перекладачкою Вікторією Назаренко без змін. Як зазначила в своєму огляді літкритик Тетяна Трофименко саме тим, "хто ненавидить суржик і матюки" цей частково україномовний переклад роману "Юпак" не сподобається. Літкритик Ігор Бондар-Терещенко описуючи роман "Юпак" як "черговий тріумф суржику в сучасній літературі" все ж визнав, що цей "тріумф суржику" не є чимось новим й був підготований ще кілька років до цього Лесем Подерв'янським у його суржикомовних п'єсах. Однак, як підкреслила літкритик Євгенія Кузнецова, хоча суржик й використовувався й до цього деякими письменниками як от Бринихом, Забужко чи Андруховичем, суржик у них завжди був маркером негативності та неосвіченість мовця; а от Сергій Сергійович Saigon з його романом "Юпак", за словами Кузнецової, виходить на якісно "новий рівень легалізації суржику".